# Town Creek (Alabama)
Pour les articles homonymes, voir Town Creek.
Town Creek est une municipalité américaine située dans le comté de Lawrence en Alabama.
Autrefois appelée Jonesboro, la ville devient une municipalité en 1875.
Selon le recensement de 2010, sa population est de 1 100 habitants. La municipalité s'étend sur 2,68 milles carrés (6,94 km2).

## Démographie
| 1880 | 1890 | 1900 | 1910 | 1920 | 1930 | 1940 | 1950 |
| ---- | ---- | ---- | ---- | ---- | ---- | ---- | ---- |
| 150  | 201  | 280  | 344  | 405  | 427  | 637  | 763  |

| 1960 | 1970  | 1980  | 1990  | 2000  | 2010  | - | - |
| ---- | ----- | ----- | ----- | ----- | ----- | - | - |
| 810  | 1 203 | 1 201 | 1 379 | 1 216 | 1 100 | - | - |